# Fabián Roncero
Fabián Roncero Domínguez (Madrid; 19 de octubre de 1970) es un atleta español que destacó en las pruebas de fondo. En su momento fue plusmarquista europeo en 20k , media maratón y 30 k, plusmarquista iberoamericano de 15 k, 20 k, media maratón, 25 k y 30 k, también plusmarquista nacional de todas las distancias anteriormente mencionadas y además de maratón y de 10 000 metros; en la actualidad conserva los récords de la comunidad de Madrid todas esas distancias .Sin embargo, en la alta competición nunca obtuvo resultados a la altura de sus marcas.
Su entrenador cuando obtuvo sus mejores marcas era Guillermo Ferrero de la Agrupación Deportiva Marathon. Entrenaba entre Vallehermoso y el INEF.
En el distrito madrileño de San Blas-Canillejas se inauguró en 2007 un polideportivo en su nombre. Actualmente reside en Cantabria, sigue vinculado al atletismo como entrenador y de vez en cuando se le sigue viendo por competiciones como atleta donde milita en el club InfiCant-Villa de Noja 

## Trayectoria
Participó en pruebas de diferente índole desde sus inicios compitiendo tanto en pista (abarcando desde el 1.500 a los 10.000m) como en pruebas de cross o de ruta, llegando a ser medallista en campeonatos de España en pruebas desde el 5000 hasta la maratón.
En 10.000m, a pesar de sus meritorias marcas en la distancia, nunca logró medalla en los campeonatos de Europa y el dominio africano le privó de las medallas en los mundiales. Tampoco consiguió el campeonato de España, si bien en esta distancia fue dos veces subcampeón (1998 y 2001) y una 3.º(1995).
Su mayor logro lo consiguió en la Challenger europea de 10.000m. donde fue campeón en 1998 estableciendo una marca de 27:14.44 que aún se mantiene como récord de España,  a menos de un segundo del récord europeo vigente en aquel momento.
En cuanto a las pruebas de Campo a través fue tres veces campeón de España (1999,2001 y 2003) y ganador del Cross internacional de Yecla 2000 y 2002, ganador del Cross internacional de Cáceres 2003. ganador del Cross nacional Marathon en 1993, 1997, 1998 y 2003, ganador del Cross nacional de Fuendejalin en 1998.
Destaca su participación en el Campeonato de Europa de Cross del 2002 donde logró clasificarse tercero a pesar de haber perdido la zapatilla al empezar la prueba.
Una de sus más curiosas anécdotas fue la victoria que consiguió en la San Silvestre Vallecana de 1998, tras inscribirse como un corredor popular debido a que la organización no le había invitado.
En cuanto al maratón su debut se produjo en la prueba de Londres de 1995 cuando con solo 24 años consiguió terminar 15.º (2h14:36).
Venció en las citas de Carpi 1996 (2h09:43) y Róterdam 1998, donde corrió gran parte del recorrido a ritmo de batir la plusmarca del mundo, en posesión de Belayneh Dinsamo con 2h06:50 desde 10 años antes, pero tras unas molestias en los kilómetros finales finalizó la prueba en 2h07:26, tiempo que sí le valió para alzarse con la plusmarca española. Al año siguiente, también en Róterdam, rebajó dicha plusmarca hasta 2h07:23, finalizando esta vez en segundo puesto. A pesar de ostentar semejantes tiempos no consiguió podios en campeonatos europeos ni mundiales y solo un tercer puesto en el campeonato de España de maratón de 2007.
En 1997 formó parte del equipo español de Maratón que fue galardonado con el Premio Príncipe de Asturias de los Deportes, junto a los corredores  Martín Fiz, Abel Antón, José Manuel García, Diego García y Alberto Juzdado.
Son destacables sus resultados en pruebas de media maratón, distancia en la que ya en 1994 consiguió una victoria con un tiempo de 1h y 03m en la media maratón universitaria, cita en la que también venció en 1995 (1h y 05m). En ese mismo año ganó la media de Piélagos (1h04:17) y se proclamó campeón de España de la distancia en (Huelva) con 1h03:23.
Entre otras participaciones destacan las victorias en Málaga en 1999 (1h01:38) y Liverpool en el año 2000 (1h00:12), en un logro de espectacular factura, dada la dureza del recorrido.
Su mejor resultado llegaría en la media maratón de Berlín celebrada el 1 de abril de 2001.
En esta prueba fue vencedor con un magnífico tiempo de 59:52 que supuso en ese momento la cuarta mejor marca de todos los tiempos. Este registro continúa siendo la mejor marca española de la historia. Además, en aquella fecha Fabián Roncero pasó a ostentar al mismo tiempo el récord de España de 10.000 metros y las plusmarcas españolas de 1/2 maratón y de maratón. En la misma carrera la RFEA le reconoció las plusmarcas españolas de 15 y 20 kilómetros en ruta.

## Palmarés
Nacional
- Campeón de España de Medio Maratón (1995) con 1h03:23
- Campeón de España de Cross  (1999, 2001, 2003)

Internacional
- Campeón del mundo de maratón por equipos, Atenas (1997)
- Bronce Campeonato de Europa de Cross, Medulin (2002)
- Campeón Challenger Europea en 10,000 m. (1998)
- 6.º Campeonato Mundial de Atletismo de 1997, Atenas en maratón
- 5.º Campeonato Mundial de Atletismo de 2001, Edmonton en 10 000 m.
- 6.º Campeonato Europeo de Campo a Través 2003, Edimburgo
- 10.º Campeonato Mundial de Campo a Través 1998, Marrakech

Sus maratones más importantes
- 18.04.1999 – 2.º en Róterdam, con una marca 2h07:23 (Récord de España)
- 19.04.1998 – 1.º en Róterdam, con una marca 2h07:26 (Récord de España)
- 13.10.1996 – 1.º en Maranello, con una marca 2h09:43
- 22.04.2001 – 7.º en Róterdam, con una marca 2h10:08
- 02.04.1995 – 15.º en Londres, con una marca 2h14:36.15
- 10.08.1997 – 6.º en Atenas, con una marca 2h16:53 (Campeonato Mundial de Atletismo de 1997)
- 06.05.2007 – 3.º en Vitoria, con una marca 2h18:37 (Campeonato de España de Maratón)